# 12164 Lowellgreen
12164 Lowellgreen è un asteroide della fascia principale. Scoperto nel 1973, presenta un'orbita caratterizzata da un semiasse maggiore pari a 2,1770294 UA e da un'eccentricità di 0,0676346, inclinata di 2,21022° rispetto all'eclittica.